# Amt Friedland (Niederlausitz)
Das Amt Friedland (Niederlausitz), ursprünglich auch Amt Friedland/Niederlausitz geschrieben, war ein 1992 gebildetes brandenburgisches Amt, in dem sich 16 Gemeinden im damaligen Kreis Beeskow (heute Landkreis Oder-Spree, Brandenburg) zu einem Verwaltungsverbund zusammengeschlossen hatten. Sitz der Amtsverwaltung war in der Stadt Friedland. Das Amt Friedland (Niederlausitz) wurde 2003 wieder aufgelöst. Es hatte Ende 2002 in zuletzt noch zwei amtsangehörigen Gemeinden 3409 Einwohner.

## Geographische Lage
Das Amt Friedland (Niederlausitz) lag im damaligen Kreis Beeskow und grenzte im Norden an die Stadt Beeskow, im Osten an das Amt Schlaubetal, im Südosten an das Amt Schenkendöbern (damals Kreis Guben), im Süden an das Amt Lieberose und im Westen an das Amt Tauche/Trebatsch (ab 1994 Amt Tauche genannt).

## Geschichte
Am 11. September 1992 erteilte der Minister des Innern des Landes Brandenburg seine Zustimmung zur Bildung des Amtes Friedland/Niederlausitz nach dem Amtsmodell 2, d. h. das Amt bediente sich zur Durchführung der Amtsaufgaben der Verwaltung einer dem Amt angehörenden Gemeinde oder Stadt. Als Zeitpunkt des Zustandekommens des Amtes wurde der 15. September 1992 festgelegt. Die Zustimmung war zunächst bis zum 15. September 1994 befristet. Das Amt hatte seinen Sitz in der Stadt Friedland und bestand aus 16 Gemeinden im damaligen Kreis Beeskow (in der Reihenfolge der Nennung im Amtsblatt):
1. Groß Muckrow
2. Leißnitz
3. Weichensdorf
4. Groß Briesen
5. Günthersdorf
6. Niewisch
7. Pieskow
8. Kummerow
9. Zeust
10. Reudnitz
11. Schadow
12. Klein Muckrow
13. Chossewitz
14. Lindow
15. Karras
16. Stadt Friedland

Die Befristung wurde ab dem 25. August 1994 aufgehoben. Seit etwa 1998 setzte sich die Schreibweise Amt Friedland (Niederlausitz) durch.
Das Ministerium des Innern des Landes Brandenburg hatte mit Wirkung vom 31. März 2001 die Bildung einer neuen amtsangehörigen Stadt Friedland aus den Gemeinden Chossewitz, Groß-Briesen, Günthersdorf, Karras, Klein Muckrow, Kummerow, Leißnitz, Lindow, Niewisch, Pieskow, Schadow, Weichensdorf, Zeust sowie der Stadt Friedland genehmigt. Damit bestand das geänderte Amt Friedland (Niederlausitz) nur noch aus folgenden Gemeinden:
Friedland, Groß Muckrow und Reudnitz. Am 31. Dezember 2001 wurde auch die Gemeinde Reudnitz in die Stadt Friedland eingegliedert, so verblieben zuletzt nur noch zwei amtsangehörige Gemeinden, die Stadt Friedland und die Gemeinde Groß Muckrow. Zum 26. Oktober 2003 wurde schließlich die Gemeinde Groß Muckrow per Gesetz in die Stadt Friedland eingegliedert. Das Amt Friedland (Niederlausitz) wurde aufgelöst, die Stadt Friedland amtsfrei.

## Amtsdirektor
Erster und letzter Amtsdirektor war der ehemalige Bürgermeister der Stadt Friedland Manfred Krüger. Er wurde nach der Auflösung des Amtes erneut zum Ortsbürgermeister der Kernstadt Friedland gewählt.

## Belege
1. ↑  Beitrag zur Statistik. Landesbetrieb für Datenverarbeitung Land Brandenburg Statistik. Historisches Gemeindeverzeichnis des Landes Brandenburg 1875 bis 2005 19.9 Landkreis Oder-Spree PDF
2. ↑  Bildung der Ämter Friedland/Niederlausitz und Hoppegarten. Bekanntmachung des Ministers des Innern vom 11. September 1992. Amtsblatt für Brandenburg - Gemeinsames Ministerialblatt für das Land Brandenburg, 3. Jahrgang, Nr. 75, 5. Oktober 1992, S. 1869.
3. ↑  Aufhebung der Befristung von Ämtern. Bekanntmachung des Ministers des Innern vom 20. September 1994. Amtsblatt für Brandenburg - Gemeinsames Ministerialblatt für das Land Brandenburg, 5. Jahrgang, Nummer 71, 7. Oktober 1994, S. 1446.
4. ↑  Erste Verordnung zur Aufhebung von fremdverwalteten Gebieten im Land Brandenburg (Erste Fremdverwaltungsaufhebungsverordnung- 1. FremdverwAufhV)
5. ↑  Bildung einer neuen Stadt Friedland. Bekanntmachung des Ministeriums des Innern vom 13. Februar 2001. Amtsblatt für Brandenburg Gemeinsames Ministerialblatt für das Land Brandenburg, 12. Jahrgang, 2001, Nummer 11, 14. März 2001, S. 225.
6. ↑  Änderung des Amtes Friedland (Niederlausitz). Mitteilung des Ministeriums des Innern vom 30. April 2001. Amtsblatt für Brandenburg Gemeinsames Ministerialblatt für das Land Brandenburg, 12. Jahrgang, 2001, Nummer 22, Potsdam, den 30. Mai 2001, S. 390 PDF
7. ↑  Eingliederung der Gemeinde Reudnitz in die Stadt Friedland. Bekanntmachung des Ministeriums des Innern vom 23. November 2001. Amtsblatt für Brandenburg Gemeinsames Ministerialblatt für das Land Brandenburg, 12. Jahrgang, 2001, Nummer 51, 19. Dezember 2001, S. 878.
8. ↑  Sechstes Gesetz zur landesweiten Gemeindegebietsreform betreffend die Landkreise Dahme-Spreewald, Elbe-Elster, Oberspreewald-Lausitz, Oder-Spree und Spree-Neiße (6.GemGebRefGBbg) vom 24. März 2003, Gesetz- und Verordnungsblatt für das Land Brandenburg, I (Gesetze), 2003, Nr. 05, S. 93
9. ↑  Amtsblatt für den Landkreis Oder-Spree, 10. Jahrgang, Nr. 8, vom 3. November 2003 PDF (Memento vom 20. Januar 2015 im Internet Archive)